# Victorin Fabre
Pour les articles homonymes, voir Fabre.
Marie-Jacques-Joseph-Victorin Fabre, né le 19 juillet 1785 à Jaujac et mort le 29 mai 1831 à Paris 10e, est un homme de lettres français.

## Biographie
Venu à Paris à l'âge de dix-neuf ans après avoir fait ses études à Lyon, il remporte de nombreux concours de poésie et d'éloquence. Ses pièces en vers et en prose sont couronnées par l'Académie française et par plusieurs académies de province. Fort de sa réputation de phénomène littéraire, il donne des cours d'éloquence française à l'Athénée de Paris en 1810 et 1811. Il fonde le journal littéraire La Semaine en 1824, puis, avec son frère Augustin, le journal politique La Tribune des départements en 1829. Sa mort prématurée, survenue à l'âge de 45 ans alors qu'on le poussait à briguer un fauteuil à l'Académie française, le fait rapidement oublier.

## Publications
- Éloge de Boileau Despréaux, 1805.
- Opuscules en vers et en prose, 1806.
- Discours en vers sur les voyages, 1807.
- Éloge de Pierre Corneille, 1808.
- La Mort de Henri IV, poème, 1808.
- Bérenger, ou l'Anneau de mariage, vaudeville en 1 acte, avec A.-M. Lafortelle, Paris, théâtre du Vaudeville, 4 février 1809.
- Tableau littéraire du XVIIIe siècle, ou Essai sur les grands écrivains de ce siècle et les progrès de l'esprit humain en France, suivi de l'Éloge de La Bruyère, avec des notes et des dissertations, 1810.
- Les Embellissements de Paris, 1811.
- Éloge de Michel de Montaigne, 1812.
- Œuvres, 2 volumes, 1844.